# Robert H. Morris (Politiker)

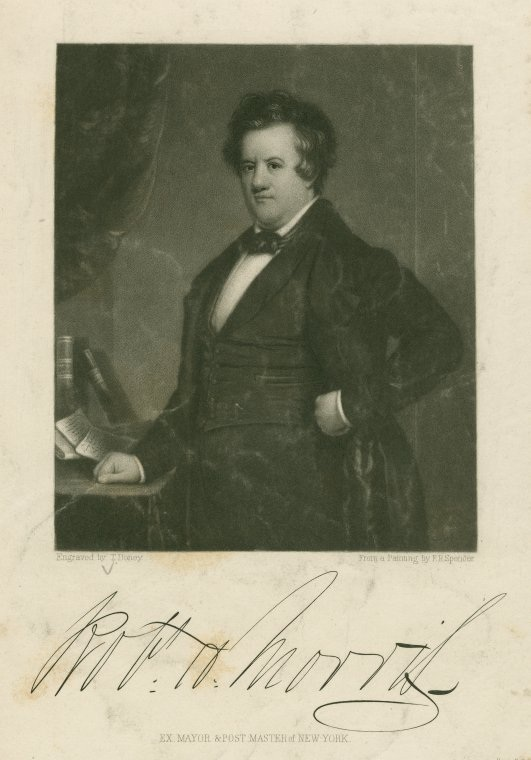
Robert H. Morris

Robert Hunter Morris (* 15. Februar 1808 in New York City; † 24. Oktober 1855 ebenda) war ein US-amerikanischer Politiker. Zwischen 1841 und 1844 war er Bürgermeister der Stadt New York.

## Werdegang
Nach einem Jurastudium und seiner Zulassung als Rechtsanwalt begann Robert Morris im Columbia County in diesem Beruf zu arbeiten. Gleichzeitig schlug er als Mitglied der Demokratischen Partei eine politische Laufbahn ein. In den Jahren 1833 und 1834 saß er in der New York State Assembly. Zwischen 1838 und 1841 bekleidete er als Nachfolger von Richard Riker das Amt des Recorder of New York City. Aus diesem Amt wurde er von Gouverneur William H. Seward im Zusammenhang mit dem sogenannten Glentworth Incident entlassen. Dabei ging es um unter falschem Vorwand nach New York geholte Arbeiter, die bei den Präsidentschaftswahlen des Jahres 1840 Stimmen für William Henry Harrison gewinnen sollten. Morris ließ dabei wichtige Unterlagen beschlagnahmen, um sie vor eventueller Vernichtung zu bewahren. Das Vorgehen war in den Augen des Gouverneurs rechtswidrig. Morris gehörte auch der Gesellschaft von Tammany Hall an.
1841 wurde Morris zum Bürgermeister der Stadt New York gewählt. Dieses Amt bekleidete er nach zwei Wiederwahlen zwischen 1841 und 1844. Das Stadtgebiet von New York erstreckte sich bis 1898 im Wesentlichen auf den heutigen Stadtteil Manhattan. Nach dem Ende seiner Zeit als Bürgermeister praktizierte er wieder als Jurist. Zum Zeitpunkt seines Todes am 24. Oktober 1855 war er Richter am New York Supreme Court.